# Raed Fares
Raed Fares (arabul: رائد فارس; Gáza, 1982. december 6. –) palesztin labdarúgó, az élvonalbeli Hilal Al-Quds hátvédje. A válogatottban a jobb szélen Roberto Bishara távollétében mutatkozott be. 2011. októberében mutatkozott be egy barátságos meccsen. Részt vett a 2011-es pánarab játékokon és a 2011-es Challange-kupán.